# Roberto Garofoli
Roberto Garofoli (Taranto, 20 aprile 1966) è un magistrato e dirigente pubblico italiano, dal 13 febbraio 2021 al 22 ottobre 2022 sottosegretario di Stato alla Presidenza del Consiglio dei ministri nel governo Draghi con funzioni di segretario del Consiglio dei ministri.
Già giudice del Consiglio di Stato, è stato Capo di Gabinetto del Ministero dell'economia e delle finanze e co-direttore della Treccani Giuridica.

## Biografia
Laureatosi in giurisprudenza presso l'Università degli Studi di Bari "Aldo Moro", a soli 21 anni, ha vinto un concorso in magistratura nel 1994, diventando giudice penale e civile, ai tribunali di Taranto e Trani, presso i quali ha trattato anche procedimenti di mafia.
Entrato nel 1999 al TAR della Puglia, è poi passato al Consiglio di Stato, in cui poi ha preso servizio nelle sezioni giurisdizionali e consultive.
Tra il 2006 e il 2008 è stato Capo dell'Ufficio legislativo del Ministero degli affari esteri sotto il ministro Massimo D'Alema, durante il secondo governo presieduto da Romano Prodi.
Componente della Commissione istituita dal governo Berlusconi IV presso il Consiglio di Stato per l'elaborazione del Codice del processo amministrativo, approvato con D. Lgs. 2 luglio 2010 n. 104 ed entrato in vigore il 16 settembre dello stesso anno. Ha coordinato nel 2011 il progetto nazionale “Unità ed eguaglianza”, incluso nel programma ufficiale delle celebrazioni per il 150º anniversario dell'Unità d'Italia.
È autore di numerose opere monografiche, curatore di trattati e opere collettanee. È stato inoltre docente dell'Università LUISS Guido Carli.
È direttore della rivista mensile "Neldiritto" (Neldiritto editore), specializzata in opere giuridiche per avvocati e magistrati, per la quale, nel 2009, insieme a Giuliano Amato, ha pubblicato un volume sull'amministrazione pubblica italiana, intitolato I Tre assi. 
Con Giulia Bongiorno, è autore del volume "Casi di penale. Atti e pareri".
Dal dicembre 2011 è stato Capo di Gabinetto del Dipartimento della funzione pubblica, con il ministro Filippo Patroni Griffi, nel Governo Monti, e Coordinatore della Commissione ministeriale per l'elaborazione di misure per la trasparenza, la prevenzione e il contrasto della corruzione. La Commissione, di cui hanno fatto parte tra gli altri il magistrato Raffaele Cantone e i docenti universitari Bernardo Giorgio Mattarella, Francesco Merloni, Giorgio Spangher, ha prodotto il rapporto "La corruzione in Italia - Per una politica di prevenzione" contenente un'analisi del fenomeno corruttivo, profili internazionali e proposte di riforma della legislazione sul tema. Tra i dati riportati nel Rapporto, il ranking dell'Italia nella classifica mondiale della corruzione percepita (69º), l'aumento del 40% del costo delle grandi opere, il calo delle denunce e delle condanne per corruzione, l'analisi del tasso potenziale di crescita dell'economia italiana in assenza di fenomeni corruttivi (oltre il triplo a breve termine e il doppio a lungo termine nel periodo 1970-2000). Molti degli interventi preventivi proposti sono confluiti nella legge anti-corruzione (legge 6 novembre 2012, n. 190, cosiddetta Legge Severino) e nel decreto legislativo sulla trasparenza amministrativa del 14 marzo 2013, n. 33.
Chiamato come Segretario generale della Presidenza del Consiglio dei ministri nel Governo Letta, e Presidente della Commissione per l'elaborazione di misure di contrasto, anche patrimoniale, alla criminalità (la definizione di "economia criminale" contenuta nel Rapporto è stata citata dal Governatore della Banca d'Italia, Ignazio Visco, audito dalla Commissione Parlamentare Antimafia nel gennaio 2015). La Commissione, di cui hanno fatto parte, tra gli altri, i magistrati Nicola Gratteri e Raffaele Cantone, ha lavorato a titolo gratuito redigendo il rapporto "Per una moderna politica antimafia - Analisi del fenomeno e proposte di intervento e riforma" presentato dallo stesso Garofoli assieme a Enrico Letta e Angelino Alfano a Palazzo Chigi.
È stato collocato "fuori ruolo" dalla magistratura per assumere la carica di Capo di Gabinetto del ministro dell'economia e finanze del Governo Renzi nel febbraio 2014 (al Ministero ha rinunciato al compenso aggiuntivo previsto dall'incarico rispetto alla sua retribuzione da magistrato). Su incarico del ministro Padoan ha coordinato, tra gli altri, il tavolo di lavoro congiunto con l'ANAC che ha stilato la direttiva anticorruzione nelle società partecipate del Ministero (alle regole per le società quotate lavora un tavolo tecnico con la Consob) e quello sulle fondazioni bancarie che stila il protocollo d'intesa tra il Ministero dell'economia e l'associazione rappresentativa delle fondazioni bancarie, l'ACRI. Tale ultimo accordo ha l'obiettivo di svincolare le fondazioni dalla banche conferitarie facendone istituzioni no profit che dalla gestione del patrimonio ricavino le risorse da destinare ai fini statutari.
Resta capo di gabinetto del Ministro dell'economia anche nel Governo Gentiloni (2016-2018) e nel Governo Conte I.
Nell'ottobre del 2018 la stampa nazionale riporta le accuse rivolte a lui e al ragioniere generale dello Stato Daniele Franco da esponenti del Movimento 5 Stelle di aver inserito un finanziamento a favore della Croce Rossa Italiana nel decreto fiscale 2019, poi stralciato dal Presidente del Consiglio Giuseppe Conte. Come riferì poi il Ministro dell'economia Giovanni Tria, la norma era stata sollecitata dal Ministero della salute per sbloccare l’assegnazione di risorse già previste dalla legge anche a favore dei lavoratori della CRI per il pagamento della loro liquidazione.
Si dimette, dopo la chiusura della legge di bilancio, nel dicembre 2018.
Il Fatto quotidiano riconoscerà poi l'infondatezza della campagna stampa contro di lui.
Ritorna quindi al Consiglio di Stato, come Presidente di sezione.
Il 13 febbraio 2021 è nominato Sottosegretario di Stato alla Presidenza del Consiglio dei ministri con la funzione di Segretario del Consiglio dei ministri del governo Draghi.

## Opere
- I Tre assi, (con Giuliano Amato), Neldiritto Editore, 2009.
- Casi di penale. Atti e pareri, (con Giulia Bongiorno), Neldiritto Editore, 2008
- Manuale di diritto penale, P.G. e P.S. Neldiritto Editore, 2023-24
- Principi e tracce di amministrativo, Neldiritto Editore, 2017
- Codice amministrativo ragionato, Neldiritto Editore, 2020